# キイロサシガメ
キイロサシガメ Sirthenea flavipes (Stål, 1855) はサシガメ科の昆虫の一つ。体色が黄色の目立つサシガメで主に湿地に生息する。

## 特徴
体長18mm前後のカメムシ。体長は時に20mmに達するものもあり、この類の中では大型のものである。体色は黄色の地に黒斑を持つ。頭部は強く前に突き出し、首の部分は細くなっている。両側面は黒褐色で、単眼の前には横溝がある。複眼は黒くて半球状をしている。触角は4節からなり、第1節は異常に太くて黄色、第2節は長くて黒褐色、第3節以降は細くなっていて黄褐色で細かな毛がある。前胸背は後の端に近いところの横溝の部分で強くくびれており、前半部はその前の縁を除いては暗い黄色、後半部は黒褐色をしている。小楯板はその基部だけが暗黄色で後半は黒褐色になっている。前翅は鞘状部が黒褐色で基部、小楯板の先端に接する部分、それに膜質部の先端は暗黄色になっている。体の下面は大部分が暗黄色で中胸、後胸と腹部の側面部の多くは暗褐色。歩脚は全て暗黄色になっており、前脚の腿節はとても太く、また同じく勁節は中程が幅広くなっている。
幼虫の体色は成虫とは全く異なっており、全体に赤褐色を呈する。胸部と腹部は成長の間も変わらないが、頭部は5零で赤黄色に変化する。

## 分布
日本では本州、四国、九州、琉球列島に分布し、国外では台湾から東洋区に広く分布がある。

## 生態など

### 生息環境
地表性で、特に湿ったところによく見られることが知られている。水田地帯などでもよく見かけるものである。島根県出雲市での調査では成虫は湿った泥や砂の所で発見されたが、幼虫はより水際に近い狭い範囲の泥の所で発見され、特に若齢の幼虫は水際の柔らかい泥の中で見られた。また幼虫は水面を素早く移動することが出来る。

### 食性
食性については本種の属するキイロサシガメ属のものはケラ類を好んで捕食することが知られており、例えば新世界の種 S. carinata では若齢幼虫はコオロギ類を食うが老熟幼虫と成虫はケラを狙うことが知られている。本種に関してはケラを捕食していたという目撃例は知られているものの詳細な調査はなされていない。Hayashi(2023)は生息地や灯火採集で採集した雌親からの飼育を試み、ケラを餌にしたところ成虫も幼虫もこれをよく捕食して成長も見られたというが、成虫にまで育てることは出来なかった。

### 生活史
Hayashi(2023)は島根県出雲市での野外調査、および飼育実験を元に以下のように推定している。年一化性で越冬は成虫で行い、前年秋に羽化した成虫は次の年の春に姿を見せてから8月頃まで生存する。産卵は6～8月に渡り、孵化は6月半ばから始まり、幼虫は5齢まで、新成虫が出現するのは9月頃からで、そのまま越冬する。
なお、Hayashi(2023)は本種の生活史とケラの生活史を比較しており、ケラがやはり成虫越冬で（ただし幼虫でも越冬する）夏に産卵し、夏に孵化して秋に成虫が出現すること、つまり本種の幼虫の出現時期とケラの幼虫の出現時期がほぼ一致すること、本種のまた若齢幼虫の活動の場となっている湿地の水際にはケラの若齢幼虫がよく見られることを指摘している。

#### 燈火に集まることについて
本種が燈火に引き寄せられることは石井他(1950)にも記されている。Hayashi(2023)は本種の採集に野外観察と共にライトトラップを用いているが、それによると燈火での採集例は6月から9月に多く見られたが、年による違いも大きく、それよりは天候などの影響が大きいと見られるという。また8月下旬以降のものは新成虫であったらしいとのこと。

## 分類
本種の属するキイロサシガメ属にはほぼ世界中に渡って30種が知られ、日本には本種のみが分布する。本種の独特の黄色い体色と斑紋は日本のサシガメ類では他に似たものがなく、判別は容易である。
なお、本種の体色や斑紋はミイデラゴミムシのそれに近く、このゴミムシがやはり湿地の地表に生息し、ケラとも関わりが深いこともあり、興味深いとの声もある。さらにHayashi(2023)は幼虫の体色が一見するとアオバアリガタハネカクシに似ていることを指摘している。この昆虫は大きさとしても本種の2～3齢とほぼ等しく、また出雲市の調査では本種と同様に湿地の水際によく見られたものであるという。この昆虫は毒を持つことでよく知られており、本種の幼虫はこのハネカクシに擬態している可能性があるという。

## 人間との関係
サシガメ類は昆虫などを餌とするために農業害虫を食べる天敵の役割を担うものと考えられる。ただし本種がもしケラ専食なのであれば、ケラは農業害虫に扱われはするもののさほど重要なものとはされていないので、人間に対する益虫としてはあまり有用でないかもしれない。
うかつに触れるとその口吻で刺されることがある。これはカメムシ目一般に見られるもので、特にサシガメ類は頻繁に起き、またその痛みは激しいものがあるが、本種はその中でも特に多いらしい。例えば川沢、川村(1975)にはコラムとして『人を刺すカメムシ』という項があり、そこにはサシガメ類では具体的な種名として5種があげられているが、その2番目に本種が取り上げられている。また石井他(1950)にはサシガメ科の昆虫が27種取り上げられているが、そのうちで刺されることについて記述があるのは本種について『口吻で刺されると甚だしく痛い』とある他はオオトビサシガメに同様の記述があるのみである。本種は上記のように燈火にも来るもので、その際に接触する機会が多いものと思われる。なお、触れた際に比較的すぐに刺してきて激痛があるのは本種の所属するクロモンサシガメ亜科に広く共通する特徴であるとのことで、日本で普通に見られるものしては本種の他にクロサシガメ Peirates cinctiventris やクロモンサシガメ P. turpis があるが、これらは黒い体色の地味な種で、燈火に来ることも少ないようである。